# Peter Rott
Peter Rott (* 8. August 1968 in Ettlingen) ist ein deutscher Rechtswissenschaftler.

## Leben
Nach dem Abitur 1987 studierte er von 1988 bis 1992 Rechtswissenschaft mit wirtschaftswissenschaftlicher Zusatzausbildung an der Universität Bayreuth (1993 erstes Staatsexamen/1993 Abschluss der wirtschaftswissenschaftlichen Zusatzausbildung). Nach dem Referendariat (1994–1996) am OLG Bamberg (zweites Staatsexamen 1996) war von 1996 bis 2000 wissenschaftlicher Assistent bei Hans-W. Micklitz, Lehrstuhl für Privatrecht, insbesondere Handels-, Gesellschafts- und Wirtschaftsrecht (Jean Monnet Chair), Universität Bamberg. Von 2000 bis 2003 war er Lecturer in European Private Law, University of Sheffield. Nach der Promotion 2002 an der  Universität Erlangen-Nürnberg war er von 2003 bis 2010 Juniorprofessor für Bürgerliches Recht mit dem Schwerpunkt Europäisches Privatrecht, Universität Bremen. Von 2010 bis 2014 lehrte er als Associate Professor in European Private Law, Universität Kopenhagen. Von 2014 bis 2020 war er Professor für Bürgerliches Recht, Europäisches Privatrecht und Verbraucherrecht, Universität Kassel. Von 2019 bis 2020 war er Gastprofessor an der Universität Gent. Zurzeit ist er Lehrstuhlvertreter für Bürgerliches Recht, Handels- und Wirtschaftsrecht sowie Rechtsinformatik an der Universität Oldenburg.
Seine Forschungsschwerpunkte sind europäisches Privat- und Wirtschaftsrecht, europäisches und deutsches Verbraucherrecht und internationales Privatrecht.

## Schriften (Auswahl)
- Die Umsetzung der Haustürwiderrufsrichtlinie in den Mitgliedstaaten. Baden-Baden 2000, ISBN 3-7890-6652-4.
- Patentrecht und Sozialpolitik unter dem TRIPS-Abkommen. Baden-Baden 2002, ISBN 3-7890-8135-3.
- mit Axel Halfmeier und Eberhard Feess: Kollektiver Rechtsschutz im Kapitalmarktrecht. Evaluation des Kapitalanleger-Musterverfahrensgesetzes. Frankfurt am Main 2010, ISBN 978-3-940913-15-9.
- Gutachten zur Erschließung und Bewertung offener Fragen und Herausforderungen der deutschen Verbraucherrechtspolitik im 21. Jahrhundert für den Sachverständigenrat für Verbraucherfragen beim Bundesministerium der Justiz und für Verbraucherschutz. Berlin 2016.